# Pyrrhopoda viossati
Pyrrhopoda viossati är en skalbaggsart som beskrevs av Franz Antoine 1992. Pyrrhopoda viossati ingår i släktet Pyrrhopoda och familjen Cetoniidae. Inga underarter finns listade i Catalogue of Life.